# Mikhail Kozakov
Mikhail Kozakov (russisk: Михаи́л Миха́йлович Козако́в) (født 14. oktober 1934 i Sankt Petersborg i Sovjetunionen, død 22. april 2011 i Ramat Gan i Israel) var en sovjetisk filminstruktør, skuespiller og manuskriptforfatter.

## Filmografi i udvalg
Som instruktør
- Sud sumassjedsjikh (Суд сумасшедших, 1961)
- Bezymjannaja zvezda (da.: Navnløs stjerne, 1979), medvirker også som skuespiller[1][2]
- Pokrovskije vorota (Покровские ворота, 1982)
- Uzjin v tjetyre ruki (da.: Middag for fire hænder, 1999), skrev også manuskript og medvirker i en af filmens hovedroller

Som skuespiller
- Ubijstvo na ulitse Dante (da.: Mord på Dante Gade, 1956)
- Trudnoje stjastje (da.: Besværlig lykke, 1958)
- Baltijskoje nebo (da.: Baltisk himmel, 1960)
- Sud sumassjedsjikh (da.: ~ Galningenes domstol, 1961)
- Havets søn (1962)
- Den solntsa i dozjdja (da.: Dag med sol og regn, 1967)
- Grossmejster (da.: Stormester, 1972)
- Zdravstvujte, ja vasja tjotja! (da: Goddag, Jeg er din tante!, 1975)
- Demidovy (da.: Demidovierne 1983)
- Khrani menja, moj talisman (da.: Beskyt mig, min talisman, 1986)
- Gospodin oformitel (da.: Hr. dekoratør, 1988)
- Boris Godunov (2011)